# Bootleg Retrospective
Bootleg Retrospective – album brytyjskiej grupy punkrockowej The Slits, wydany pierwotnie w 1980 przez wytwórnię Y Records. W skład płyty wchodzą nagrania pochodzące z prób zespołu dokonane w latach 1977–1979. Album został wznowiony w 2008 w Japonii jako Y3LP-The Official Bootleg uzupełniony utworami pochodzącymi z singli.

## Lista utworów
1. "A Boring Life" (Albertine/Pollitt/Ari Up/Palmolive) – 2:47
2. "Slime" (Albertine/Pollitt/Ari Up/Palmolive) – 2:18
3. "Face Place" (Albertine/Pollitt/Ari Up/Palmolive) – 2:47
4. "No. 1 Enemy" (Albertine/Pollitt/Ari Up/Palmolive) – 2:01
5. "Vaseline" (Albertine/Pollitt/Ari Up/Palmolive) – 3:38
6. "Or What Is It?" ("Or What It Is?" na Return of the Giant Slits) (Albertine/Pollitt/Ari Up/Palmolive) – 2:38
7. "Bongos On The Lawn" (Albertine/Pollitt/Ari Up/Palmolive) – 6:51
8. "Let's Do The Split" ("Vindictive" na The Peel Sessions) (Albertine/Pollitt/Ari Up/Palmolive) – 2:26
9. "Mosquitoes" (Albertine/Pollitt/Ari Up/Palmolive) – 2:12
10. "No More Rock n Roll For You"/"Once Upon A Time In A Living Room" (Albertine/Pollitt/Ari Up/Palmolive) – 5:13

Y3LP-The Official Bootleg (2008):
1. "Man Next Door" (Albertine/Pollitt/Ari Up/Palmolive) – 3:33
2. "Man Next Door (Version)" (Albertine/Pollitt/Ari Up/Palmolive) – 4:40
3. "Animal Space" (Albertine/Pollitt/Ari Up/Palmolive) – 3:39
4. "Animal Spacier" (Albertine/Pollitt/Ari Up/Palmolive) – 4:30

## Skład
- Ari Up – śpiew
- Viv Albertine – gitara
- Tessa Pollitt – gitara basowa
- Paloma Romero (Palmolive) – perkusja

gościnnie:
- Vic Godard – śpiew w "No Rock N Roll for You"